# Crenavolva tinctura
Crenavolva tinctura is een slakkensoort uit de familie van de Ovulidae. De wetenschappelijke naam van de soort is voor het eerst geldig gepubliceerd in 1963 door Garrard.